# 가평북중학교
가평북중학교(加平北中學校)는 대한민국 경기도 가평군 북면 이곡리에 있는 공립 중학교이다.

## 학교 연혁
- 1971년 1월 9일 : 목동중학교 설립인가(6학급)
- 1971년 3월 19일 : 개교, 초대 조연수 교장 취임
- 1973년 12월 6일 : 가평북중학교로 학교명 변경(9학급)
- 1999년 9월 1일 : 목동초.가평북중학교 통합 개교, 초대 권인택 교장 취임
- 2019년 3월 1일 : 제9대(중학교 제19대) 황기권 교장 취임
- 2021년 1월 14일 : 제48회 졸업식(졸업생 16명, 총 졸업생 3,400명)
- 2021년 3월 2일 : 신입생(17명) 입학

## 참고 자료
- 가평북중학교 - 한국교육학술정보원 학교알리미